# Ibn Yamin
Ibn Yamin (arabisch ابن يمين, DMG Ibn Yamīn ‚Sohn des Glücklichen‘, vollständiger Name arabisch-persisch امير فخرالدين محمود بن امير يمين الدين طغرائى مستوفى بيهقى فريومدى, DMG Amīr Faḫr ad-Dīn Maḥmūd bin Amīr Yamīn ad-Dīn Ṭuġrā’ī-i Mastūfī-i Bayhaqī-i Faryūmadī, geboren um 1286/87 in Faryūmad, heutige iranische Provinz Semnān; gestorben um 1368 ebenda) war ein persischer Dichter der späten Īlchān- und beginnenden Timuriden-Zeit.

## Leben
Aus Ibn Yamins Leben ist nicht allzu viel bekannt. Man weiß um die regionalen Machtverhältnisse seiner Zeit und einige Lebensdaten. Wesentliche Auskünfte über sein Leben und seine Persönlichkeit stammen von Ibn Yamin selbst, da er autobiografische Elemente in das Vorwort zu seinem Dīwān sowie in die Gedichte selbst eingearbeitet hatte. Spätere Biografen bezogen sich darauf und erstellten das Bild seiner Persönlichkeit.
Er wurde in dem kleinen Ort Faryūmad in West-Chorasan in eine Familie des Landadels hinein geboren, wo sein abenteuerreiches Leben seinen Ausgang nahm. Zu jener Zeit begannen die Machtkämpfe zwischen den Kartiden und den Sarbedaran, in die er schließlich verwickelt wurde und die ihn an mehrere Fürstenhöfe führten, darunter nach Herat, dem Sitz des Kartidenfürsten. Dort verrichtete er als hoher Staatsbeamter für Finanzen seinen Dienst. Gegen Ende seines Lebens kehrte er in seinen Geburtsort Faryūmad zurück, wo er verstarb.

## Werk
Ibn Yamins Ur-Handschrift ging nach eigener Aussage im Zusammenhang mit der Schlacht zwischen Malik Mu‘izz ad-Dīn Ḥusain aus dem Haus der Kart und Waǧīh ad-Dīn Mas‘ūd, dem Anführer der Sarbedaran, um 1342 verloren. Alle noch vorhandenen Handschriften sind deshalb aus einer zweiten von ihm verfassten Zusammenstellung, jenem Dīwān, entnommen.
Sein Stil, der die persische Dichtung der Chorasanischen Schule widerspiegelte, aber auch prägte, war nicht nur aufgrund vielfältiger allgemeiner Einflüsse, sondern auch durch die von ihm vorgenommene Einteilung in bestimmte Kategorien gekennzeichnet. Er gilt noch heute als Meister der Qiṭ‘a (von arabisch قطعة ‚Stück, Fragment‘), einer der Ghasele verwandten Gedichtform mit philosophischer, ethischer oder auch meditativer Grundausrichtung, in der Ibn Yamin seine eigenen Erfahrungen verarbeitete. Außerdem umfasst sein Dīwān viele kleinere Formen, darunter Rätselgedichte (persisch چيستان, DMG čīstān), Sinngedichte, Chronogramme und vielerlei Gelegenheits- und Gedenkgedichte. Hinzu kommen über hundert kurze mulamma‘ (arabisch مُلَمَّع ‚blinkend‘, persisch auch „Gedicht mit Versen aus verschiedenen Sprachen“) genannte zweisprachige Kurzgedichte auf Arabisch und Persisch, aber auch arabische Gedichte mit deren persischen Übersetzungen in Versform.
Dies ist zum Teil auf den Einfluss der Irakischen Schule zurückzuführen, über die vielschichtige syntaktische Formen sowie ein auserlesener Gebrauch arabischer Begriffe in der persischen Dichtkunst einhergingen. Zusätzlich zu den bereits vorhandenen Themen und Motiven, wie sie in Oden (arabisch قصيدة, DMG qaṣīda) und Liebesgedichten verwendet wurden, beschäftigte sich Ibn Yamin in seinen Versen mit dem Thema Fleiß und Streben der Menschen. Dabei warnte er auch vor Maßlosigkeit aller Art, indem er die Vergänglichkeit der Zeit sowie die Gebrechlichkeit des hohen Alters, den Tod und das Leben im Jenseits im Blick hatte.

### Berühmte Zitate (Auswahl)
آنکس که بداند و بخواهد که بداند
خود را به بلندای سعادت برساند
ān-kas ke bedānad-o beḫwāhad ke bedānad
ḫod-rā be bolandā-ye sa‘ādat beresānad
Wenn jemand weiß und will, dass er weiß,
Trägt er sich selbst in die Höhe des Glücks.
آنکس که بداند و بداند که بداند
اسب شرف از گنبد گردون بجهاند
ān-kas ke bedānad-o bedānad ke bedānad
asb-e šaraf az gonbad-e gardūn beǧahānad
Wenn jemand weiß und weiß, dass er weiß,
Galoppiert [ihm] das Ross der Ehre vom Himmel [entgegen].
آنکس که بداند و نداند که بداند
با کوزهٔ آب است ولی تشنه بماند
ān-kas ke bedānad-o nadānad ke bedānad
bā kūze-ye āb ast walī tešne bemānad
Wenn jemand weiß und nicht weiß, dass er weiß,
Ist sein Krug voller Wasser, doch bleibt er voll Durst.
آنکس که نداند و بداند که نداند
لنگان خرک خویش به مقصد برساند
ān-kas ke nadānad-o bedānad ke nadānad
langān-e ḫarak-e ḫwīš be maqṣad beresānad
Wenn jemand nicht weiß und weiß, dass er nicht weiß,
Bringt er sich hinkend mit Krücken zum Ziel.
آنکس که نداند و بخواهد که بداند
جان و تن خود را ز جهالت برهاند
ān-kas ke nadānad-o beḫwāhad ke bedānad
ǧān-o tan-e ḫod-rā ze ǧahālat berahānad
Wenn jemand nicht weiß und will, dass er weiß,
Rettet er sein Dasein vor Unwissenheit.
آنکس که نداند و نداند که نداند
در جهل مرکب ابدالدهر بماند
ān-kas ke nadānad-o nadānad ke nadānad
dar ǧahl-e morakkab-e abado'd-dahr bemānad
Wenn jemand nicht weiß und nicht weiß, dass er nicht weiß,
Bleibt er in grober Unwissenheit für alle Zeit.
آنکس که نداند و نخواهد که بداند
حیف است چنین جانوری زنده بماند
ān-kas ke nadānad-o naḫwāhad ke bedānad
ḥeyf ast čenīn ǧānwar-ī zende bemānad
Wenn jemand nicht weiß und nicht will, dass er weiß,
Ist’s schade, wenn solch ein Wesen am Leben bleibt.

## Rezeption im Westen
Maria von Ottokar übersetzte eine Auswahl von Gedichten Ibn Yamins ins Deutsche und versah sie mit einem Vorwort, in dem auch sein Leben kurz skizziert wird: Ibn Jamin's Bruchstücke aus dem Persischen, Wien 1852. Ebenso übersetzte E. H. Rodwell hundert Qiṭ‘a-Gedichte aus einer Lithografie-Ausgabe, die 1865 in Kalkutta erschien, ins Englische: Ibn Yamin. Short Poems, London 1922.